# Hydropsyche venularis
Hydropsyche venularis là một loài Trichoptera trong họ Hydropsychidae. Chúng phân bố ở miền Tân bắc.